# Joan Bybee
Joan Lea Bybee é uma linguista estadunidense conhecida por seus trabalhos sobre morfologia, fonologia, tipologia linguística, gramaticalização e psicolinguística, especialmente a partir da linguística baseada no uso. É professora emérita da Universidade do Novo México.